# Rejon biejski
Rejon biejski (ros. Бейский район) - jeden z 8 rejonów w Chakasji. Stolicą rejonu jest Bieja.
100% populacji to ludność wiejska, ponieważ w regionie nie ma żadnego miasta.

## Podział administracyjny
Rejon podzielony jest na 9 sielsowietów (w nawiasie wieś, która stanowi ośrodek administracyjny):
- biejskij (Bieja)
- bolszemonokskij (Bolszoj Monok)
- bondariewskij (Bondariewo)
- kirbinskij (Kirba)
- kujbyszewskij (Kujbyszewo)
- nowojenisiejskij (Nowojenisiejka)
- nowotroickij (Nowotroickoje)
- sabinskij (Sabinka)
- tabatskij (Tabat)